# Związek sędziów z meczem
Ten artykuł opisuje zagadnienie koszykarskie zgodne z normami FIBA.
Zasady w ligach NBA, NCAA lub innych mogą różnić się od tutaj przedstawionych.
Związek sędziów z meczem – pojęcie w koszykówce określające kiedy sędziowie oficjalnie są związani z meczem, posiadają uprawnienia i obowiązki. Po zakończeniu związku sędziów z meczem, nie jest możliwe wpłynięcie na wynik meczu, zapisy w protokole, nie można zgłosić protestu, ani wykonać podobnych czynności.
Sędziowie otrzymują uprawnienia, obowiązki i wiążą się z danym meczem w momencie przybycia na boisko (dzieje się to 20 minut przed rozpoczęciem meczu).
Uprawnienia sędziów rozpoczynają się, gdy przybędą na boisko przed meczem (domyślnie: 20 minut przed planowaną godziną rozpoczęcia meczu). Kończą się, gdy sędziowie zatwierdzą sygnał zegara gry na koniec meczu.
Obowiązki sędziów kończą się z chwilą podpisania protokołu przez sędziego głównego.
Związek sędziów z meczem kończy się po podpisaniu protokołu przez sędziego głównego.